# Shoreline Mafia
Shoreline Mafia est un groupe de hip-hop américain basé à Los Angeles.
Leur première mixtape, ShoreLineDoThatShit sorti en 2017, remporte un succès local, ce qui a conduit à une réédition commerciale par Atlantic Records en mai 2018. En août de la même année, ils ont publié l'extended play Party Pack, et sa suite, Party Pack Vol. 2 en septembre 2019.
En 2020, leur premier album, Mafia Bidness s'est classé à la 27ᵉ place du Billboard 200. En avril de la même année, le membre fondateur du groupe, Fenix Flexin, annonce son départ, conduisant à la dissolution du groupe,.

## Histoire

### Création du groupe
Shoreline Mafia était à l'origine composée de quatre membres : OhGeesy (Alejandro Carranza), Rob Vicious (Robert Magee), Fenix Flexin (Fenix Rypinski) et Master Kato (Malik Carson).  Ohgeesy et Fenix se sont rencontrés en 2012 en faisant du graffiti à Los Angeles. Ils ont commencé à faire de la musique peu après, et, quelque temps plus tard, Rob Vicious et Master Kato les ont rejoints. Bien qu'ils aient produit de la musique pendant plusieurs années, ils ne sont devenus un groupe de rap qu'en 2016. Ils ont choisi le nom de Shoreline Mafia quelque temps après leur formation.

### Mixtape:ShoreLineDoThatShit(2017)
En novembre 2017, ils ont publié indépendamment leur première mixtape complète, ShoreLineDoThatShit. L'album contient des chansons telles que Nun Major, Musty et Bottle Service. La plupart des chansons de l'album ont été produites par Ron-Ron, y compris Musty et Bottle Service, dont les rythmes n'ont pas été autorisés à l'origine par le groupe. Malgré cela, les deux parties ont fini par former un partenariat qui existe toujours,,. En décembre de la même année, le groupe se produit au Rolling Loud Festival à San Bernardino, en Californie. Au printemps 2018, le groupe est en tête d'affiche de sa tournée Only The Xclusives (OTX).

### Signature Atlantic Records et tournéeStill OTX(2018)
En mai 2018, Atlantic Records a annoncé qu'il avait signé Shoreline Mafia. À cette époque, le label a également réédité ShoreLineDoThatShit et a présenté un nouveau clip vidéo pour la chanson Musty,. Plus tard dans le mois, le groupe a entamé la tournée Still OTX, qui s'est notamment arrêtée au Rolling Loud Festival à Miami, et, plus tard, au Billboard Hot 100 Music Festival à New York. En juin 2018, Shoreline Mafia a figuré sur des chansons de la compilation mixtape Ron-Ron and Friends aux côtés de 03 Greedo, Drakeo the Ruler et d'autres.

### EP:Party Pack(2018)
En juillet 2018, Rob Vicious a sorti une mixtape solo intitulée Traplantic. Les chansons de l'album comprennent également des membres de Shoreline Mafia, y compris Bands qui a des versets de tout le monde,. En août 2018, le groupe a sorti un EP de 4 titres intitulé Party Pack via Atlantic Records. À l'automne 2018, le groupe a effectué sa tournée Only The Xclusives à travers les États-Unis,. Le groupe s'est également produit de Los Angeles du festival Rolling Loud en décembre 2018.

### Album:Mafia Bidnesset dissolution du groupe (2020)
Au début du mois d'avril 2020, Fenix Flexin a annoncé qu'il quitterait Shoreline Mafia après la sortie de leur nouvel album, Mafia Bidness[source secondaire souhaitée]. L'album est sorti le 31 juillet 2020.

### Reformation du groupe (2023)
Le 6 octobre 2023, les membres OhGeesy et Fenix Flexin se sont réunis sous le nom de Shoreline Mafia et se sont produits ensemble au Hollywood Palladium.

## Discographie

### Singles
| Année | Titre                                         | Meilleure position | Meilleure position | Certifications                                             | Album               |
| Année | Titre                                         | US                 | CAN                | Certifications                                             | Album               |
| ----- | --------------------------------------------- | ------------------ | ------------------ | ---------------------------------------------------------- | ------------------- |
| 2017  | Musty                                         | —                  | —                  | - États-Unis (RIAA) : Platine - Canada (MC) : Platine      | ShorelineDoThatShit |
| 2017  | Bottle Service                                | —                  | —                  | - États-Unis (RIAA) : Or - Canada (MC) : Or                | ShorelineDoThatShit |
| 2017  | Nun major                                     | —                  | —                  | - États-Unis (RIAA) : Platine - Canada (MC) : Platine      | ShorelineDoThatShit |
| 2017  | Whuss Da Deal                                 | —                  | —                  | - Canada (MC) : Or                                         | ShorelineDoThatShit |
| 2018  | Bands (avec Rob Vicious)                      | —                  | —                  | - États-Unis (RIAA) :2x Platine - Canada (MC) : 2x Platine | Traplantic          |
| 2018  | Foreign                                       | —                  | —                  |                                                            | Party Pack          |
| 2019  | Wings                                         | —                  | —                  | - Canada (MC) : Or                                         | Party Pack          |
| 2019  | Pressure                                      | —                  | —                  |                                                            | OTXmas              |
| 2019  | Breakdown                                     | —                  | —                  |                                                            | OTXmas              |
| 2020  | Gangstas & Sippas (avec avec Q Da Fool et YG) | —                  | —                  | - États-Unis (RIAA) : Or                                   | Mafia Bidness       |